# Gusty Spence
Augustus (Gusty) Spence (* 28. Juni 1933 in Belfast; † 24. September 2011 ebenda) war ein führender nordirischer Extremist aus dem protestantischen Spektrum und später ein unionistischer Politiker.

## Beginn der Konflikte
Er diente mehrere Jahre in der britischen Armee, musste 1961 aber aus gesundheitlichen Gründen den Dienst quittieren. Als Mitte der 60er Jahre die Spannungen zwischen den Konfessionen immer deutlicher zutage traten, war er tatkräftig an der Neubegründung der Ulster Volunteer Force (UVF) beteiligt. Ziel war es, der republikanischen Bewegung eine schlagkräftige Miliz entgegenzustellen, vor allem aber der IRA den Kampf anzusagen. Die IRA war zu jenem Zeitpunkt eine kleine und militärisch nahezu bedeutungslose Gruppe. Die UVF griff stattdessen unbeteiligte Katholiken an, auf ihr Konto gingen die ersten Todesopfer der Troubles. Der nordirische Premier Terence O’Neill verbot die Gruppierung, Spence wurde wegen Mordes angeklagt und zu einer lebenslangen Freiheitsstrafe verurteilt. Er saß im Maze Prison ein, wo er bald unter seinen protestantischen Mitinsassen die Rolle eines Lagerkommandanten einnahm. Im Strafvollzug änderte er jedoch seine Gesinnung und entsagte der Gewalt.

## Politisches Engagement
Nach Verbüßen seiner Haftstrafe im Jahr 1984 wurde er politisch aktiv. Er setzt sich nunmehr für eine friedliche Lösung des Nordirlandkonfliktes ein, wobei jedoch die Union mit dem Vereinigten Königreich gewahrt bleiben müsse. Spence schloss sich deshalb der Progressive Unionist Party (PUP) an. Diese kleine nordirische Partei hat ihre Einflussbasis in den protestantischen Arbeitervierteln Belfasts und soll der UVF nahestehen. Spence trat dabei mehrfach als eine Art Pressesprecher dieser Untergrundorganisation und auch der Ulster Defence Association in Erscheinung:
- 13. Oktober 1994: sowohl UDA als auch UVF schließen sich dem vorläufigen Waffenstillstand der IRA an, Spence verliest in Namen beider Gruppen die Erklärung[2]
- 3. Mai 2007: die UVF erklärt, dass ihre bewaffneten Aktionen beendet seien und sie sich nicht mehr paramilitärische Organisation betrachtet[3]